# Faouzi Ghoulam
Faouzi Ghoulam, né le 1er février 1991 à Saint-Priest-en-Jarez en France, est un footballeur international algérien. 
Né en périphérie de Saint-Étienne, il grandit dans le quartier de Montreynaud et intègre l'école de football de l'AS Saint-Étienne en 1999, à l'âge de 8 ans. Il débute en équipe première en 2010 et porte le maillot vert jusqu'en 2014, date de son départ pour Naples. Il devient un membre important du onze du Napoli mais est régulièrement handicapé par des blessures, notamment au niveau des ligaments croisés.
Malgré deux sélections en équipe de France espoirs, il opte pour la nationalité sportive algérienne et porte à 37 reprises le maillot de l'Algérie, pour cinq buts inscrit 

## Biographie
Il est né de parents algériens, sa mère étant native d'Annaba et son père, Chaoui, de Batna. Il est le plus jeune d'une famille de dix enfants, huit garçons et deux filles, dont Nabil Ghoulam, ancien coureur de cross court.

### AS Saint-Étienne (2010-2014)

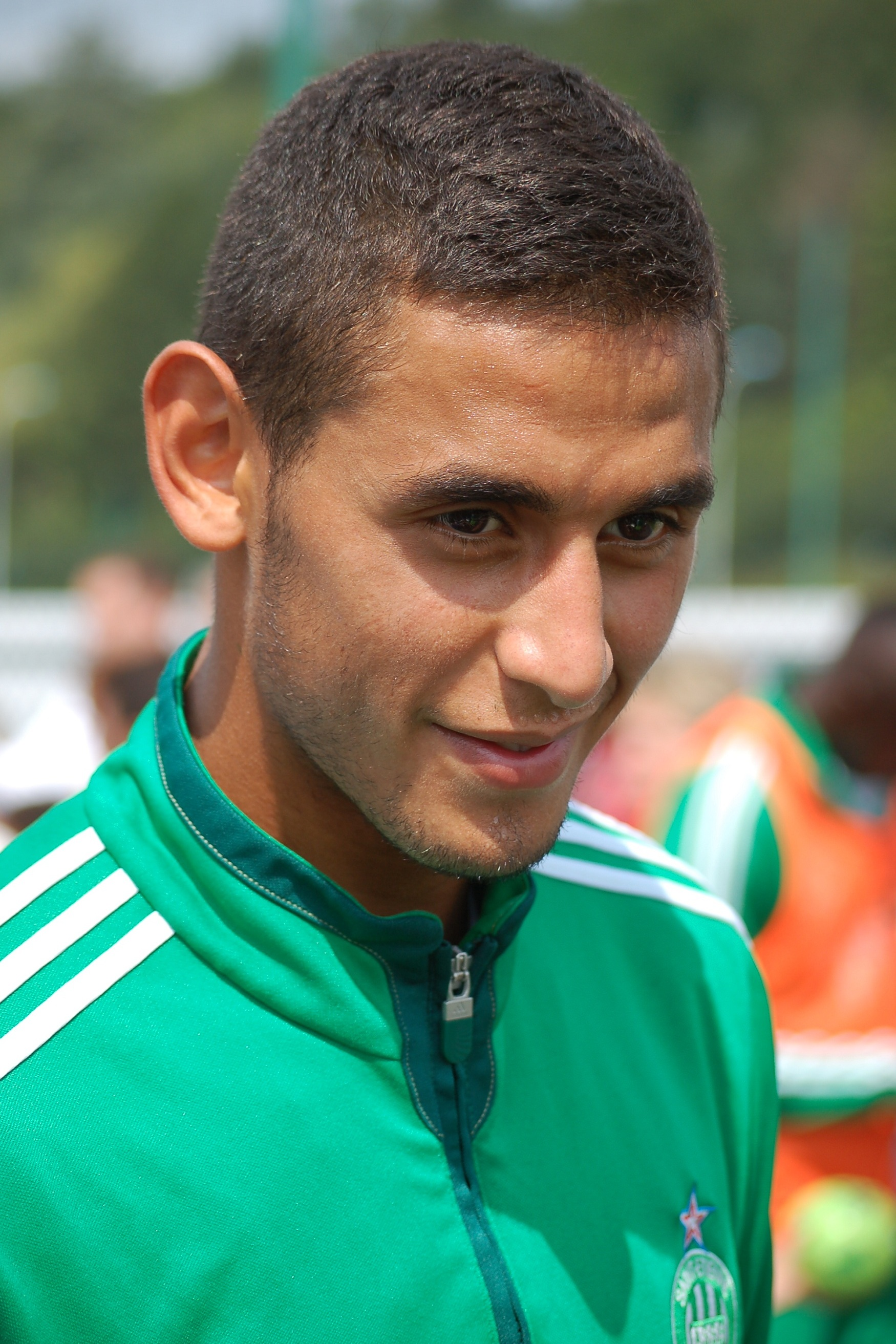
Ghoulam sous le maillot de l'AS Saint-Étienne en 2011.

Faouzi Ghoulam grandit dans le quartier de Montreynaud à Saint-Étienne.
Formé à l'AS Saint-Étienne, il signe un premier contrat professionnel d'une durée de trois ans en avril 2010. Il dispute son premier match avec les professionnels, face au Valenciennes Football Club au stade Nungesser, le 1er décembre 2010 (1-1). Ses bonnes performances le conduisent à devenir titulaire en fin de saison sur le flanc gauche de la défense stéphanoise.
Après un début de saison 2011-2012 difficile, il s'impose petit à petit sur le flanc gauche de la défense stéphanoise, au détriment de Loris Néry. Malgré l'arrivée de Jonathan Brison au mercato hivernal, Faouzi Ghoulam conserve sa place de titulaire jusqu'à la fin de la saison.
À l'été 2012, Faouzi Ghoulam et le président Roland Romeyer entrent en négociation pour une éventuelle prolongation de contrat, le dirigent proposant un salaire fixe de 30 000 € par mois plus diverses primes de performance. Le dossier traîne en longueur et des clubs comme l'Olympique de Marseille tentent d'attirer l’international espoir.
Son contrat est finalement prolongé le 16 juillet 2012. Il signe une prolongation de contrat de deux ans et perçoit un salaire de 35 000 € par mois.
À l'été 2013, il est en partance pour le club du Torino FC. Le transfert est annulé car le joueur est trop gourmand sur le plan salarial.

### SSC Naples (2014-2022)
Le 30 janvier 2014, l'Algérien s'engage avec le club italien du SSC Naples, pour quatre ans et demi. 
Victime d'une rupture des ligaments croisés du genou droit le 1er novembre en 2017 lors d'un match de Ligue des champions contre Manchester City, le latéral gauche du Napoli reprend l'entraînement cinq mois plus tard. Il se blesse à nouveau et doit subir une deuxième opération au genou. Il doit attendre décembre 2018 et un match face à Frosinone (victoire 4-0) pour retrouver du temps de jeu.
Après le genou droit, c'est le genou gauche qui connait la même mésaventure en mars 2021, lors d'une rencontre face à Bologne. Son club annonce que l'opération s'est parfaitement déroulée. Il fait son retour dans le groupe napolitain en octobre 2021, après sept mois d'absence.
Son contrat prenant fin le 30 juin 2022 n'est pas prolongé. Il quitte donc le club après huit ans et demi de présence.

### En sélection

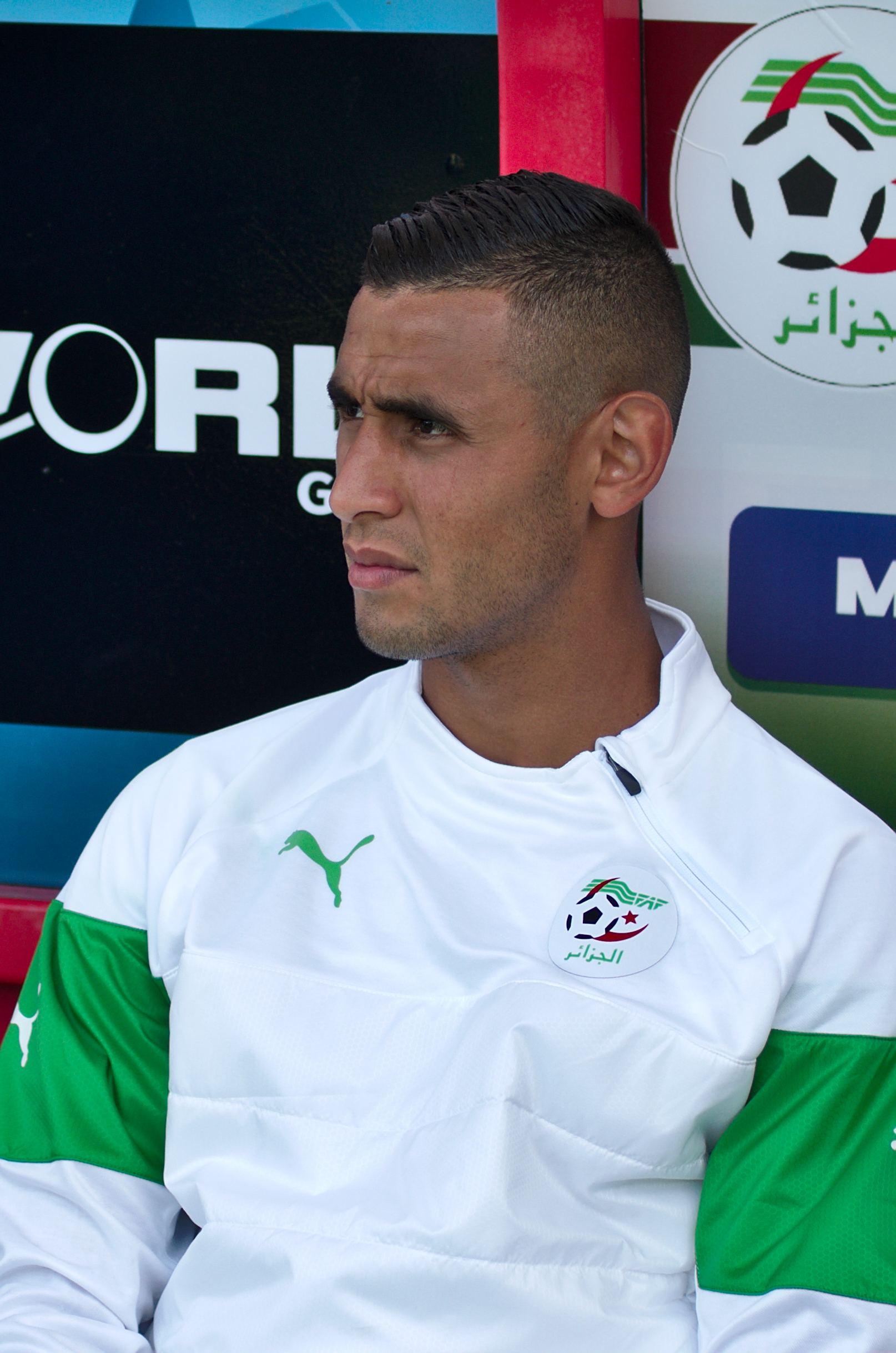
Faouzi Ghoulam avec l'Algérie en 2013.

#### France espoirs
Ses bonnes performances avec l'ASSE en 2011-2012 lui ouvrent les portes de l'équipe de France espoirs. Il fête sa première sélection le 28 février 2012 lors du match nul 1-1 face à l'Italie où il remplace Chris Mavinga à la 61e minute.

#### Algérie
En novembre 2012, il choisit de jouer pour son pays d'origine l'équipe d'Algérie,. Il fait partie des 40 joueurs présélectionnés par le sélectionneur national Vahid Halilhodžić pour la Coupe d'Afrique des nations 2013, qui se déroule en Afrique du Sud du 19 janvier au 10 février. Il est finalement retenu pour disputer cette compétition le 18 décembre, la sélection y est éliminée dès la phase de poule par la Tunisie et le Togo sans que Ghoulam ne dispute la moindre minute. 
Le 26 mars 2013, il honore sa première sélection avec les Fennecs face à l'équipe du Bénin dans le cadre des éliminatoires pour la Coupe du monde 2014. Au cours de cette rencontre il offre une passe décisive à Sofiane Feghouli et participe grandement à la victoire 3 buts à 1 de l'Algérie,.

### Vie privée
En 2012, âgé de 21 ans, il est marié et père de deux garçons.

## Statistiques

### En club
| Saison                | Club                  | Championnat           | Championnat | Championnat | Championnat | Coupe(s) nationale(s) | Coupe(s) nationale(s) | Coupe(s) nationale(s) | Compétition(s) continentale(s) | Compétition(s) continentale(s) | Compétition(s) continentale(s) | Compétition(s) continentale(s) | Total | Total | Total |
| Saison                | Club                  | Division              | M.          | B.          | P.d.        | M.                    | B.                    | P.d.                  | Comp.                          | M.                             | B.                             | P.d.                           | M.    | B.    | P.d.  |
| 2010-2011             | AS Saint-Étienne      | Ligue 1               | 12          | 0           | 0           | 1                     | 0                     | 0                     | -                              | -                              | -                              | -                              | 13    | 0     | 0     |
| 2011-2012             | AS Saint-Étienne      | Ligue 1               | 32          | 0           | 0           | 2                     | 0                     | 0                     | -                              | -                              | -                              | -                              | 34    | 0     | 0     |
| 2012-2013             | AS Saint-Étienne      | Ligue 1               | 26          | 0           | 3           | 5                     | 0                     | 1                     | -                              | -                              | -                              | -                              | 31    | 0     | 4     |
| 2013-2014             | AS Saint-Étienne      | Ligue 1               | 17          | 1           | 4           | 2                     | 0                     | 0                     | -                              | -                              | -                              | -                              | 19    | 1     | 4     |
| Sous-total            | Sous-total            | Sous-total            | 87          | 1           | 7           | 10                    | 0                     | 1                     | -                              | -                              | -                              | -                              | 97    | 1     | 8     |
| 2013-2014             | SSC Naples            | Serie A               | 15          | 0           | 1           | 3                     | 0                     | 0                     | C3                             | 3                              | 0                              | 0                              | 21    | 0     | 1     |
| 2014-2015             | SSC Naples            | Serie A               | 21          | 0           | 2           | 3                     | 0                     | 1                     | C1+C3                          | 1+13                           | 0                              | 0+2                            | 38    | 0     | 5     |
| 2015-2016             | SSC Naples            | Serie A               | 34          | 0           | 3           | 0                     | 0                     | 0                     | C3                             | 4                              | 0                              | 0                              | 38    | 0     | 3     |
| 2016-2017             | SSC Naples            | Serie A               | 29          | 0           | 6           | 1                     | 0                     | 0                     | C1                             | 8                              | 0                              | 3                              | 38    | 0     | 9     |
| 2017-2018             | SSC Naples            | Serie A               | 11          | 2           | 3           | 0                     | 0                     | 0                     | C1                             | 6                              | 0                              | 1                              | 17    | 2     | 4     |
| 2018-2019             | SSC Naples            | Serie A               | 16          | 1           | 3           | 1                     | 0                     | 0                     | C1+C3                          | 1+3                            | 0                              | 0                              | 21    | 1     | 3     |
| 2019-2020             | SSC Naples            | Serie A               | 9           | 0           | 1           | 0                     | 0                     | 0                     | C1                             | 1                              | 0                              | 0                              | 10    | 0     | 1     |
| 2020-2021             | SSC Naples            | Serie A               | 11          | 0           | 0           | 1                     | 0                     | 0                     | C3                             | 5                              | 0                              | 0                              | 17    | 0     | 0     |
| 2021-2022             | SSC Naples            | Serie A               | 14          | 0           | 0           | 1                     | 0                     | 0                     | C3                             | 1                              | 0                              | 0                              | 16    | 0     | 0     |
| Sous-total            | Sous-total            | Sous-total            | 160         | 3           | 19          | 10                    | 0                     | 1                     | -                              | 46                             | 0                              | 6                              | 216   | 3     | 26    |
| 2022-2023             | Angers SCO            | Ligue 1               | 7           | 0           | 0           | 1                     | 0                     | 0                     | -                              | -                              | -                              | -                              | 8     | 0     | 0     |
| 2023-2024             | Hatayspor             | Süper Lig             | 21          | 1           | 2           | 3                     | 0                     | 1                     | -                              | -                              | -                              | -                              | 24    | 1     | 3     |
| Total sur la carrière | Total sur la carrière | Total sur la carrière | 275         | 5           | 28          | 24                    | 0                     | 3                     | -                              | 46                             | 0                              | 6                              | 345   | 5     | 37    |

### En sélection nationale
| Saison                | Sélection             | Phases finales        | Phases finales | Phases finales | Phases finales | Éliminatoires CDM | Éliminatoires CDM | Éliminatoires CDM | Éliminatoires CAN | Éliminatoires CAN | Éliminatoires CAN | Matchs amicaux | Matchs amicaux | Matchs amicaux | Total | Total | Total |
| Saison                | Sélection             | Compétition           | M              | B              | Pd             | M                 | B                 | Pd                | M                 | B                 | Pd                | M              | B              | Pd             | M     | B     | Pd    |
| --------------------- | --------------------- | --------------------- | -------------- | -------------- | -------------- | ----------------- | ----------------- | ----------------- | ----------------- | ----------------- | ----------------- | -------------- | -------------- | -------------- | ----- | ----- | ----- |
| 2012-2013             | Algérie               | CAN 2013              | 0              | 0              | 0              | 2                 | 0                 | 1                 | -                 | -                 | -                 | 1              | 0              | 0              | 3     | 0     | 1     |
| 2013-2014             | Algérie               | Coupe du monde 2014   | 2              | 0              | 0              | 1                 | 0                 | 0                 | -                 | -                 | -                 | 2              | 0              | 0              | 5     | 0     | 0     |
| 2014-2015             | Algérie               | CAN 2015              | 4              | 1              | 0              | -                 | -                 | -                 | 5                 | 0                 | 2                 | 2              | 0              | 1              | 11    | 1     | 3     |
| 2015-2016             | Algérie               | -                     | -              | -              | -              | 2                 | 2                 | 1                 | 4                 | 2                 | 2                 | 1              | 0              | 0              | 7     | 4     | 3     |
| 2016-2017             | Algérie               | CAN 2017              | 3              | 0              | 0              | 2                 | 0                 | 0                 | 2                 | 0                 | 0                 | 2              | 0              | 0              | 9     | 0     | 0     |
| 2017-2018             | Algérie               | -                     | -              | -              | -              | 2                 | 0                 | 0                 | -                 | -                 | -                 | -              | -              | -              | 2     | 0     | 0     |
| Total sur la carrière | Total sur la carrière | Total sur la carrière | 9              | 1              | 0              | 9                 | 2                 | 2                 | 11                | 2                 | 4                 | 8              | 0              | 1              | 37    | 5     | 7     |

### Matchs internationaux
La liste ci-dessous dénombre toutes les rencontres de l'équipe d'Algérie de football auxquelles Faouzi Ghoulam prend part, du 26 mars 2013 jusqu'à présent.

#### Buts internationaux
| 0   | Date             | Lieu                                            | Compétition                 | Résultat | Adversaire     | Détail | Détail         | Détail | Sél. |
| --- | ---------------- | ----------------------------------------------- | --------------------------- | -------- | -------------- | ------ | -------------- | ------ | ---- |
| 1er | 19 janvier 2015  | Estadio de Mongomo, Mongomo, Guinée Équatoriale | CAN 2015                    | V 3-1    | Afrique du Sud | 73e    | du pied gauche | 2-1    | 13e  |
| 2e  | 6 septembre 2015 | Stade Setsoto, Maseru, Lesotho                  | Qualifs CAN 2017            | V 1-3    | Lesotho        | 32e    | du pied gauche | 0-1    | 20e  |
| 3e  | 17 novembre 2015 | Stade Mustapha-Tchaker, Blida, Algérie          | Qualifs Coupe du monde 2018 | V 7-0    | Tanzanie       | 23e    | du pied gauche | 2-0    | 23e  |
| 4e  | 17 novembre 2015 | Stade Mustapha-Tchaker, Blida, Algérie          | Qualifs CDM 2018            | V 7-0    | Tanzanie       | 59e    | du pied gauche | 5-0    | 23e  |
| 5e  | 29 mars 2016     | Stade d'Addis-Abeba, Addis-Abeba, Éthiopie      | Qualifs CAN 2017            | N 3-3    | Tanzanie       | 85e    | du pied gauche | 3-3    | 25e  |

## Palmarès

### En club
| AS Saint-Étienne - Coupe de la Ligue (1) - Vainqueur en 2013. |  | SSC Naples - Coupe d'Italie (2) - Vainqueur en 2014 et 2020. - Supercoupe d'Italie (1) - Vainqueur en 2014. - Finaliste en 2020 - Championnat d'Italie - Vice-champion en 2016, 2018 et 2019. |

### Distinctions personnelles
- Ballon d'or algérien en 2017[17].

- «France Football» Dans l'équipe type des Africains d'Europe en 2015[18], 2016[19], 2017[20].

- «France Football» Dans l'équipe type du Maghreb 2015[21].

- Élu meilleur latéral gauche arabe de l'année 2017 par la version arabophone du site Goal.com[22].

- Élu dans l'équipe type de la décennie de Saint-Étienne par le magazine France Football[23].